# Viertandmos
Viertandmos (Tetraphis pellucida) is een soort uit de viertandmosfamilie (Tetraphidaceae).

## Determinatie
Het 1–2 cm hoge mos vormt lichtgroene, in het onderste deel roodachtige, losse tot dichte zoden. Een plantje vormt vaak een terminale, lensvormige broedbeker die speciale broedlichamen bevat en is omgeven door vrije bladeren. De bladeren zijn breed ovaal van vorm, hebben gave randen en zijn enigszins glanzend, met afgeronde, zeshoekige lamina-cellen aan de binnenkant. Het blad wordt gekenmerkt door een relatief dikke bladnerf die tot net in de bladtop reikt. De vergankelijke protonemabladeren zijn voorzien van bladachtige uitlopers. De sporofytgeneratie vormt rechtopstaande, symmetrische, duncilindrische sporenkapsels waarvan het peristoom slechts vier tanden heeft.

## Ecologie
Viertandmos groeit bij voorkeur in luchtvochtige bossen op kalkloze veen- of zandgrond, waar het en dan meestal op dood hout, boomvoeten of andere organische substraten groeit, zoals aan de voet van horsten. Soms groeit het ook terrestrisch op mor. Het is een goede indicatorsoort voor oudere bossen waar dood hout de kans krijgt om te blijven liggen.

### Syntaxonomie
In de syntaxonomie staat viertandmos te boek als transgrediërende kensoort voor de viertandmos-associatie en het bovenliggende viertandmos-verbond.

## Verspreiding
Het verspreidingsgebied van viertandmos strekt zich uit over de gematigde breedtegraden van het noordelijk halfrond. In de laaglanden worden echter meestal steriele vormen aangetroffen, terwijl in de bergen vruchtbare vormen de boventoon voeren. Onvolgroeide vormen zijn niet zeldzaam.
In Nederland is viertandmos vrij algemeen. Het komt vooral voor in de Pleistocene districten; daarbuiten is het zeldzaam. Viertandmos lijkt iets te zijn toegenomen, wat kan worden toegeschreven aan gewijzigd bosbeheer waarbij veel meer dood hout blijft liggen (peildatum 2014). 

## Fotogalerij

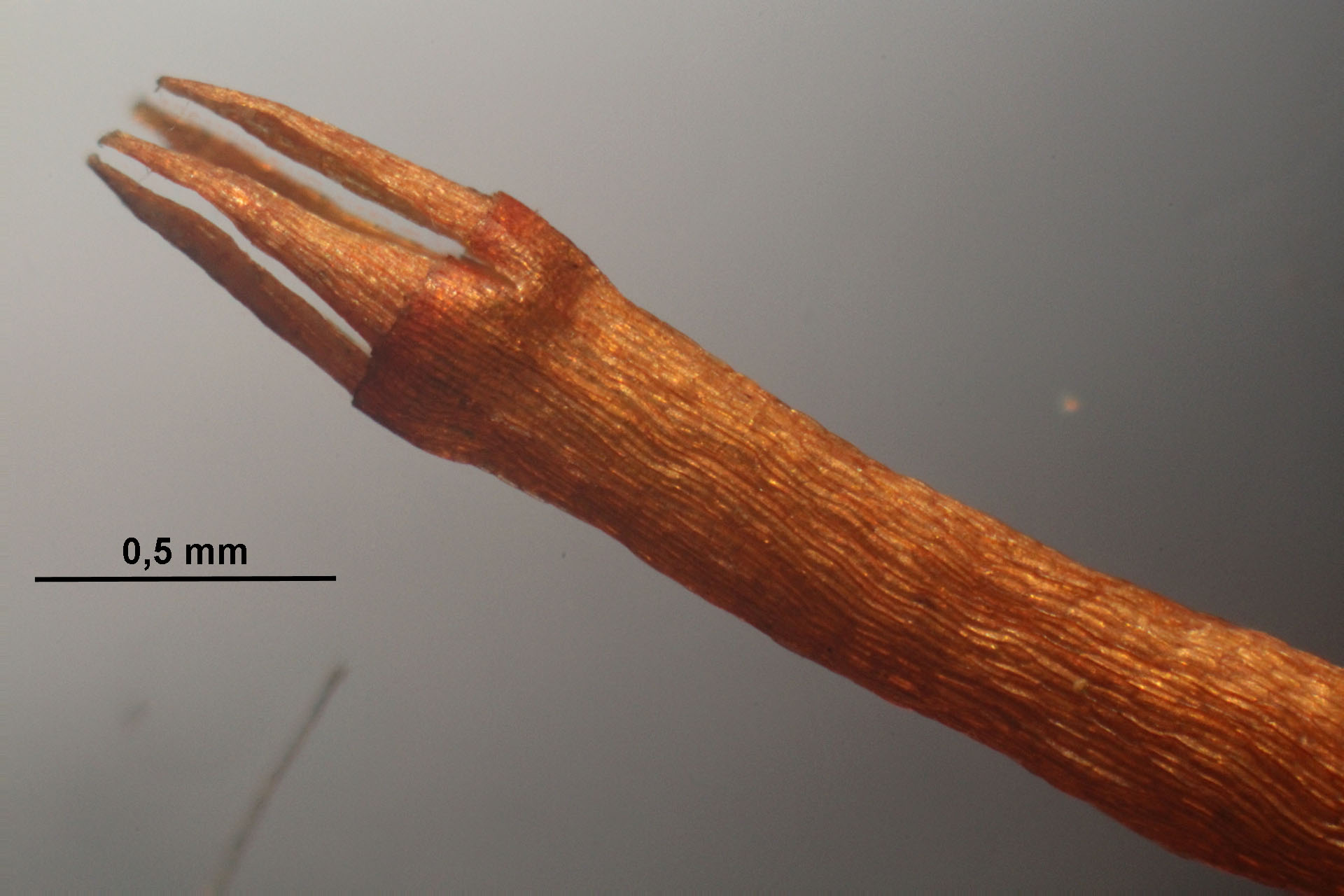
Sporenkapsel met vier tanden
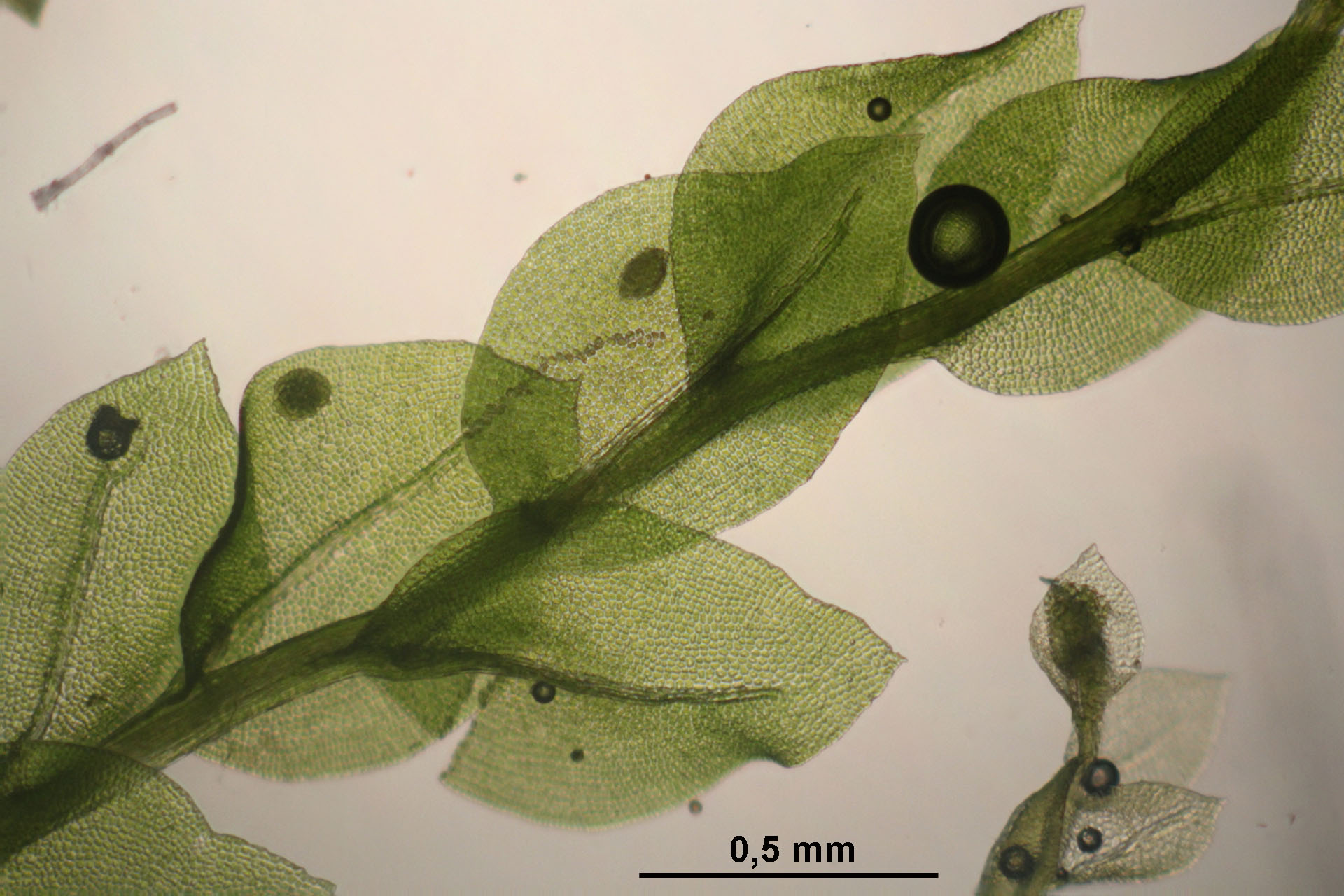
Stengeltje met enkele bladeren
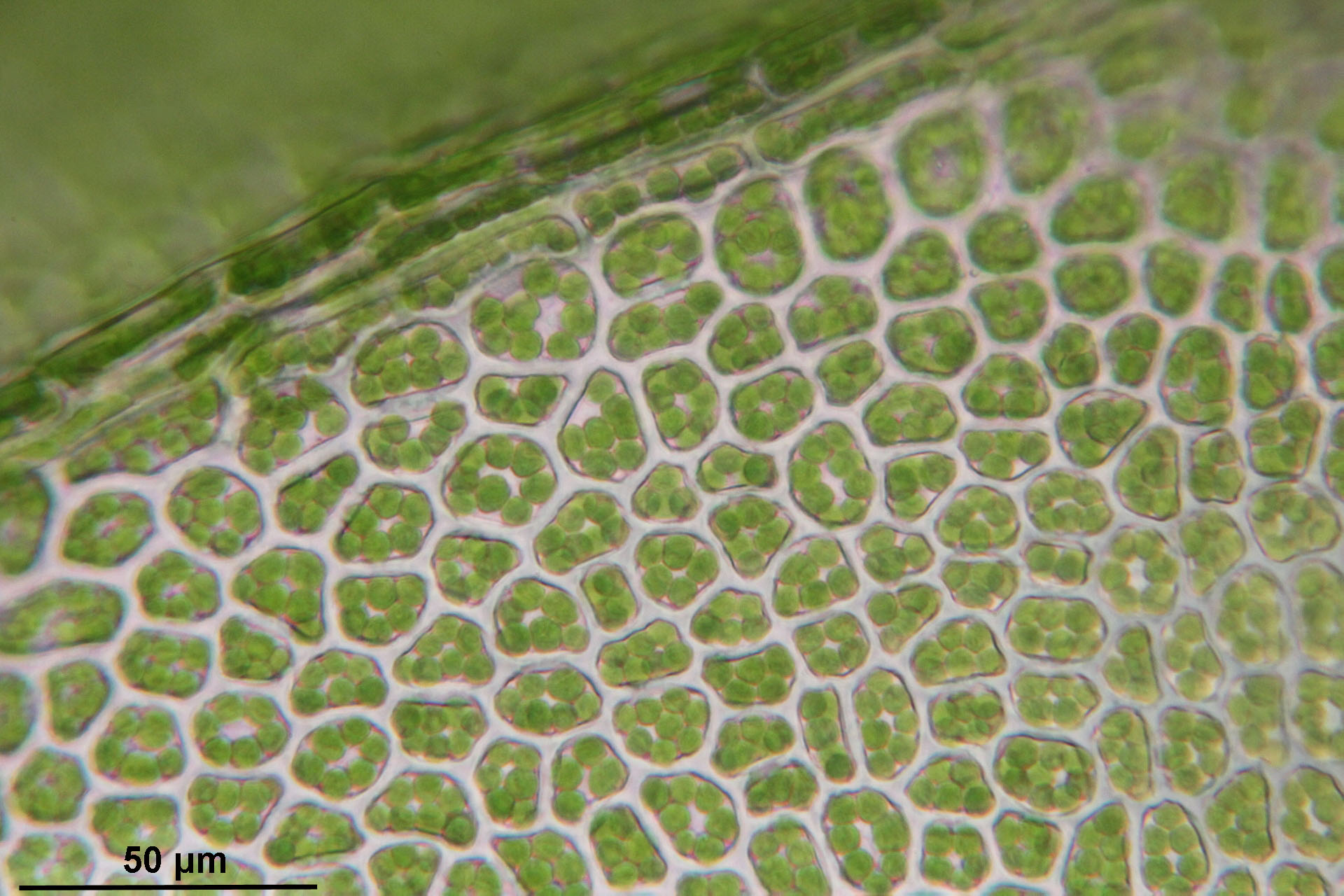
Laminacellen